# نساهوآلکویوتال
نساهوآلکویوتال (به اسپانیایی: Ciudad Nezahualcóyotl) از شهرهای کشور مکزیک است. این شهر در ایالت مکزیک قرار دارد و جمعیت آن طبق سرشماری سال ۲۰۱۰ میلادی ۱٫۱۰۹٫۳۶۳ نفر بوده است.